# Biaysse
Die Biaysse (manchmal auch Biaisse geschrieben) ist ein kleiner Gebirgsfluss in Frankreich, der im Département Hautes-Alpes 
in der Region Provence-Alpes-Côte d’Azur verläuft.

## Verlauf
Sie entspringt im Nationalpark Écrins, an der Ost-Flanke des Grand Pinier (3117 m), im Gemeindegebiet von Freissinières und entwässert generell in östlicher Richtung. Der Fluss durchquert zunächst den kleinen Gebirgssee Lac Faravel, nennt sich im Oberlauf zunächst Torrent du Pont der Fer, später Torrent des Oules. Er verlässt die Hochgebirgszone über eine Serie von Wasserfällen, fließt danach durch das Hochtal von Freyssinières, welches er durch die Schlucht von Gourfouran wieder verlässt und mündet nach rund 18 Kilometern im Gemeindegebiet von Champcella als rechter Nebenfluss in die Durance.

## Orte am Fluss
(Reihenfolge in Fließrichtung)
- Les Viollins, Gemeinde Freissinières
- Freissinières
- Pallon, Gemeinde Freissinières

## Sehenswürdigkeiten
- Schlucht von Gourfouran und Chapelle de Rame im Mündungsabschnitt[4]